# 李孝悌
李孝悌 （LI, Hsiao-ti）台灣歷史學家，曾師從著名漢學家孔復禮（Philip A. Kuhn ），學術研究方向為明清時代社會史。 

## 學歷
臺灣大學歷史系學士 (1976)
臺灣大學歷史研究所碩士 (1979)
美國哈佛大學歷史與東亞語文委員會博士 (1996)

## 經歷
國立中央大學歷史學研究所教授
香港大學撥款委員會2020研究評審，人文組委員（2019-）
香港城市大學中文及歷史系教授兼系主任（2014.7-2019.6）
香港城市大學中國文化中心主任（2013.7-2020.6）
國立臺灣大學歷史學系兼任教授（2008.02-2013.6）
國科會人文處歷史學門召集人（2009.01-2011.12）
復旦大學文史研究院學術委員（2007.03 迄今）
蔣經國國際學術交流基金會諮議委員（2007.06迄今）
中央研究院出版委員會委員兼總編輯（2004.01-2013.6）
中央研究院總辦事處祕書組主任（2002.11-2004.07）
教育部顧問室顧問（2002.08-2005.07）
教育部通識教育委員會委員（2002.08-2005.08）
中央研究院歷史語言研究所歷史學組代主任（2001.10-2001.12），歷史學組主任（2001.12-2002.12）中央研究院歷史語言研究所副研究員（1997.10-2001.12），研究員（2001.12-2013.6）
國立暨南國際大學歷史學系兼任副教授（1997.09-1999.06）
私立輔仁大學歷史學系兼任講師（1983.09-1984.06）
中央研究院近代史研究所助理研究員（1982.02-1992.09），副研究員（1992.09-1997.09）

## 著作
《昨日到城市：近世中國的逸樂與宗教》（台北：聯經出版事業股份有限公司，2008）（本書為《戀戀紅塵：中國的城市、慾望與生活》的繁體字版）
《戀戀紅塵：中國的城市、慾望與生活》（簡體中文版）（上海：上海人民出版社，2007）（本書為2002台北一方版的增訂版，原書共收錄三篇文章，本書則收錄九篇文章）
《中國的城市生活》（主編）（台北：聯經出版事業股份有限公司，2005）
《戀戀紅塵：中國的城市、慾望與生活》（台北：一方出版有限公司，2002）
《清末的下層社會啓蒙運動 1901-1911》（台北：中央研究院近代史研究所，1992初版，1998修訂再版；簡體中文版，石家莊：河北教育出版社，2001）
1. ↑  . www.cityu.edu.hk.   [2023-10-06]. （原始内容存档于2020-01-17）.
2. ↑  . 中央大學-歷史研究所.   [2023-10-06] （中文（臺灣））.